# 圣乔治德拉库埃
圣乔治德拉库埃（法語：Saint-Georges-de-la-Couée，法語發音：[sɛ̃ ʒɔʁʒ də la kwe]）是法国萨尔特省的一个市镇，属于拉弗莱什区。

## 地理
圣乔治德拉库埃（47°50'30"N, 0°34'54"E）面积11.68 平方千米，位于法国卢瓦尔河地区大区萨尔特省，该省份为法国西北部内陆省份，北起顺时针与奥恩省、厄尔-卢瓦省、卢瓦-谢尔省、安德尔-卢瓦尔省、曼恩-卢瓦尔省和马耶讷省接壤，是法国大西部的入口，连接卢瓦尔河谷、布列塔尼和巴黎盆地。
与圣乔治德拉库埃接壤的市镇（或旧市镇、城区）包括：蒙特勒伊勒亨利、库尔德芒什、瓦勒代唐松、卢瓦昂瓦莱。

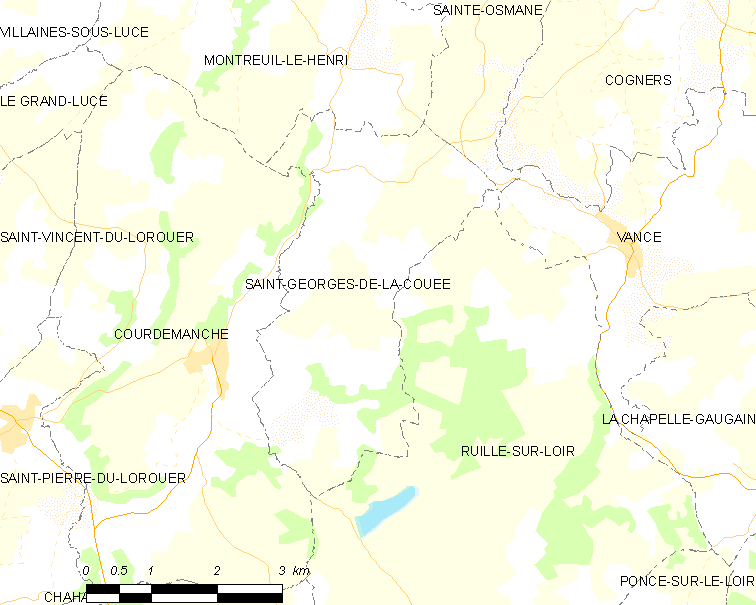
圣乔治德拉库埃的OSM定位图

圣乔治德拉库埃的时区为UTC+01:00、UTC+02:00（夏令时）。

## 行政
圣乔治德拉库埃的邮政编码为72150，INSEE市镇编码为72279。

## 政治
圣乔治德拉库埃所属的省级选区为卢瓦河畔蒙瓦勒县。

## 人口

1962-2008年间圣乔治德拉库埃人口变化图示

圣乔治德拉库埃于2022年1月1日时的人口数量为171人。